# Vasile Rădulescu
Vasile Rădulescu (n. 2 ianuarie 1945, Craiova – d. 31 mai  2022, București) a fost un deputat român în legislatura 1990-1992, ales în județul Vrancea pe listele partidului FSN.